# Скити (Грчка)
Скити (грч. Σκήτη) је насељено место у општини Кожани у периферији Западна Македонија, Грчка. Према попису из 2021. године било је 228 становника.
Према бугарском географу и историчару, Василу Канчову, у Скитију је 1900. године живело 620 Турака. Године 1923. турско становништво је принудно исељено у Турску а на њихово место су насељене грчке избегличке породице, којих је на попису из 1928. било 343. Село се раније звало Деделер.